# Einár
Einár, vlastním jménem Nils Kurt Erik Einar Grönberg (5. září 2002 Stockholm – 21. října 2021 Stockholm) byl švédský rapper. Na přelomu druhé a třetí dekády 21. století patřil ve své domovině k nejhranějším hudebníkům. Za svou nedlouhou kariéru získal několik komerčně významných ocenění a mnohokrát se umístil na předních místech švédské hitparády.
Dne 21. října 2021 byl zastřelen ve stockholmské čtvrti Hammarby sjöstad; týden nato měl vypovídat u soudu proti organizované zločinecké skupině Vårbynätverket v souvislosti se svým vlastním únosem, k němuž došlo v roce 2020.